# Molgi
Molgi (biał. Мальгі, Malhi; ros. Мольги, Molgi) – wieś na Białorusi, w obwodzie grodzieńskim, w rejonie lidzkim, w sielsowiecie Dzitwa, nad Dzitwą.

## Historia
Dawniej wieś i folwark. W XIX i w początkach XX w. położone były w Rosji, w guberni wileńskiej, w powiecie lidzkim, w gminie Lida.
W dwudziestoleciu międzywojennym leżały w Polsce, w województwie nowogródzkim, w powiecie lidzkim, w gminie Lida. W 1921 wieś liczyła 141 mieszkańców, zamieszkałych w 27 budynkach. Folwark zaś liczył 3 mieszkańców, zamieszkałych w 1 budynku. Mieszkańcami obu miejscowości byli wyłącznie Polacy wyznania rzymskokatolickiego.
Po II wojnie światowej w granicach Związku Sowieckiego. Od 1991 w niepodległej Białorusi.